# Saowalee Kaewchuay
Saowalee Kaewchuay (thailändisch เสาวลี แก้วช่วย; * 12. Dezember 1981) ist eine ehemalige thailändische Sprinterin, die sich auf die 400-Meter-Distanz spezialisiert hat und vor allem mit der thailändischen 4-mal-400-Meter-Staffel Erfolge verzeichnen konnte.

## Sportliche Laufbahn
Erste internationale Erfahrungen sammelte Saowalee Kaewchuay vermutlich im Jahr 2002, als sie bei den Asienspielen in Busan mit 56,16 s in der ersten Runde im 400-Meter-Lauf ausschied und mit der thailändischen 4-mal-400-Meter-Staffel mit 3:40,13 min auf den fünften Platz gelangte. Im Jahr darauf schied sie bei der Sommer-Universiade in Daegu mit 55,06 s im Vorlauf über 400 Meter aus und belegte anschließend bei den Asienmeisterschaften in Manila in 54,35 s den sechsten Platz und gelangte dort mit der Staffel mit 3:37,23 min auf Rang vier. Im Dezember gewann sie dann bei den Südostasienspielen in Hanoi in 3:44,05 min die Bronzemedaille mit der Staffel hinter den Teams aus Vietnam und Myanmar. 2005 belegte sie bei den erstmals ausgetragenen Hallenasienspielen in Bangkok in 55,01 s den vierten Platz im Einzelbewerb und gewann mit der Staffel in 3:48,25 min gemeinsam mit Yuangjan Panthakarn, Sunatha Kinareewong und Treewadee Yongphan die Silbermedaille hinter dem indischen Team. Kurz darauf gewann sie bei den Südostasienspielen in Manila in 54,88 s die Bronzemedaille über 400 Meter hinter den Myanmarerinnen Yin Yin Khine und Kay Khine Lwin und sicherte sich mit der Staffel in 3:39,49 min die Silbermedaille hinter Myanmar. Im Jahr darauf gewann sie bei den Hallenasienmeisterschaften in Pattaya in 55,15 s die Silbermedaille im Einzelbewerb hinter der Kasachin Anna Gawrjuschenko und mit der Staffel gewann sie mit neuem Landesrekord von 3:42,28 min gemeinsam mit Yuangjan Panthakarn, Sunantha Kinnareewong und Wassana Winatho die Silbermedaille hinter dem kasachischen Team. 
2007 schied er bei der Sommer-Universiade in Bangkok mit 55,15 s in der ersten Runde über 400 Meter aus und belegte mit der 4-mal-400-Meter-Staffel in 3:45,37 min den fünften Platz. Anschließend wurde sie bei den Hallenasienspielen in Macau in 54,86 s Vierte im Einzelbewerb und gewann mit der Staffel in 3:38,25 min gemeinsam mit Jutamass Tawoncharoen, Kanya Harnthong und Wassana Winatho die Silbermedaille hinter dem Team aus Kasachstan. Daraufhin siegte sie in 54,75 s bei den Südostasienspielen in Nakhon Ratchasima über 400 Meter und gewann auch mit der Staffel in 3:38,26 min die Goldmedaille. Im Jahr darauf gewann sie bei den Hallenasienmeisterschaften in Doha in 3:43,22 min gemeinsam mit Jutamass Tawoncharoen, Kunya Harnthong und Treewadee Yongphan die Bronzemedaille hinter den Teams aus Indien und Kasachstan. 2009 gewann sie bei den Hallenasienspielen in Hanoi in 3:41,37 min gemeinsam mit Achara Chanakhen, Karat Srimuang und Treewadee Yongphan die Bronzemedaille hinter den Teams aus Kasachstan und Indien und kurz darauf schied sie bei den Asienmeisterschaften in Guangzhou mit 56,09 s in der ersten Runde über 400 Meter aus und gelangte mit der Staffel mit 3:38,73 min auf Rang fünf. Daraufhin wurde sie bei den Südostasienspielen in Vientiane in 54,96 s Vierte über 400 Meter und siegte in 3:38,51 min erneut mit der 4-mal-400-Meter-Staffel. 2011 belegte sie bei den Südostasienspielen in Palembang in 56,39 s den sechsten Platz im Einzelbewerb und siegte in 3:41,35 min der Staffel. Daraufhin beendete sie ihre aktive sportliche Karriere im Alter von knapp 30 Jahren.

## Persönliche Bestleistungen
- 400 Meter: 54,35 s, 21. September 2003 in Manila
  - 400 Meter (Halle): 54,86 s, 31. Oktober 2007 in Macau